# Adelgimyza dactylopii
Adelgimyza dactylopii är en tvåvingeart som beskrevs av Guercio 1918. Adelgimyza dactylopii ingår i släktet Adelgimyza och familjen gallmyggor.
Artens utbredningsområde är Italien. Inga underarter finns listade i Catalogue of Life.